# TT Circuit Assen

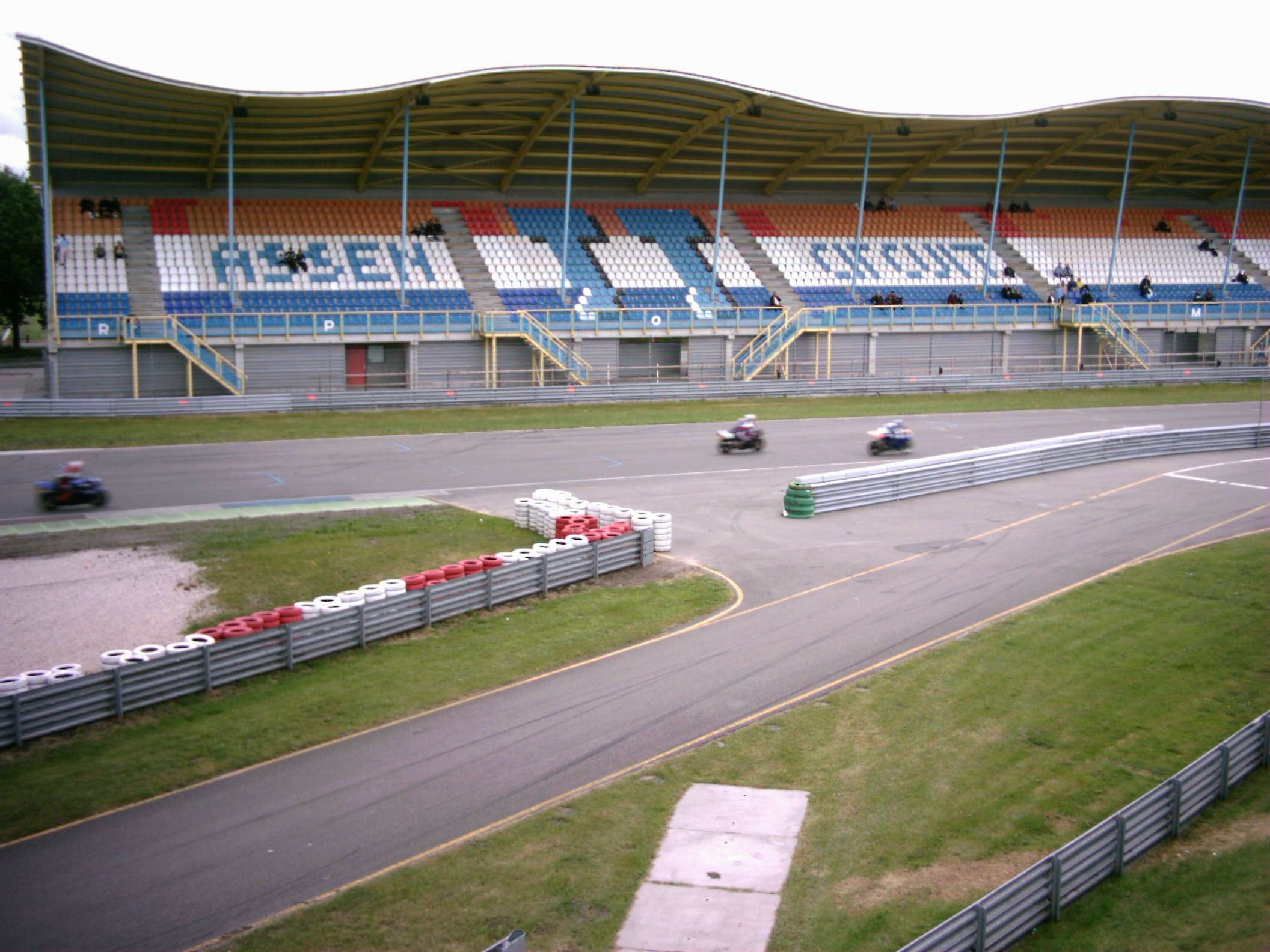
Circuittraining op Assen met gezicht op hoofdtribune

Het TT Circuit Assen (ook bekend onder de naam Circuit van Drenthe en The Cathedral of Speed) is een Nederlands circuit, dat gebruikt wordt voor onder meer de MotoGP TT Assen, WK Superbike, maar ook het Brits kampioenschap superbike en de DTM zijn te gast geweest. Tussen 1925 en 1954 werden de wedstrijden op een stratencircuit rond Assen verreden. Sinds 1955 ligt er een permanent circuit.

## Het begin
De eerste race werd op 11 juli 1925 georganiseerd door Motorclub Assen en Omstreken, over een parcours van klinkerwegen tussen Drentse dorpen met een lengte van 28,4 kilometer. Tijdens deze eerste race was zelfs een stuk onverharde weg in het traject opgenomen. De route liep over Borger, Schoonloo en Grolloo. De race werd gewonnen door Piet van Wijngaarden op een 500 cc Norton met een gemiddelde snelheid van 91,4 kilometer per uur.
De jaren daarna werd de race verreden op een stratencircuit dat langs de volgende punten voerde: De Haar, Barteldsbocht (bij Assen), Oude Tol (halverwege Hooghalen), Hooghalen, Laaghalen, Laaghalerveen.
In 1951 reed de Italiaan Umberto Masetti met zijn 500 cc Gilera een snelste ronde met een gemiddelde van 161,4 km/u. In 1954 kwam de Brit Geoff Duke tot 169,7 km/u, maar toen was een deel van het traject tussen Assen en Hooghalen geasfalteerd. Tot 1955 werd dit oude circuit gebruikt, daarna werd het nieuwe circuit in gebruik genomen, waarvan het huidige permanente circuit een (klein) deel uitmaakt.

## Het circuit

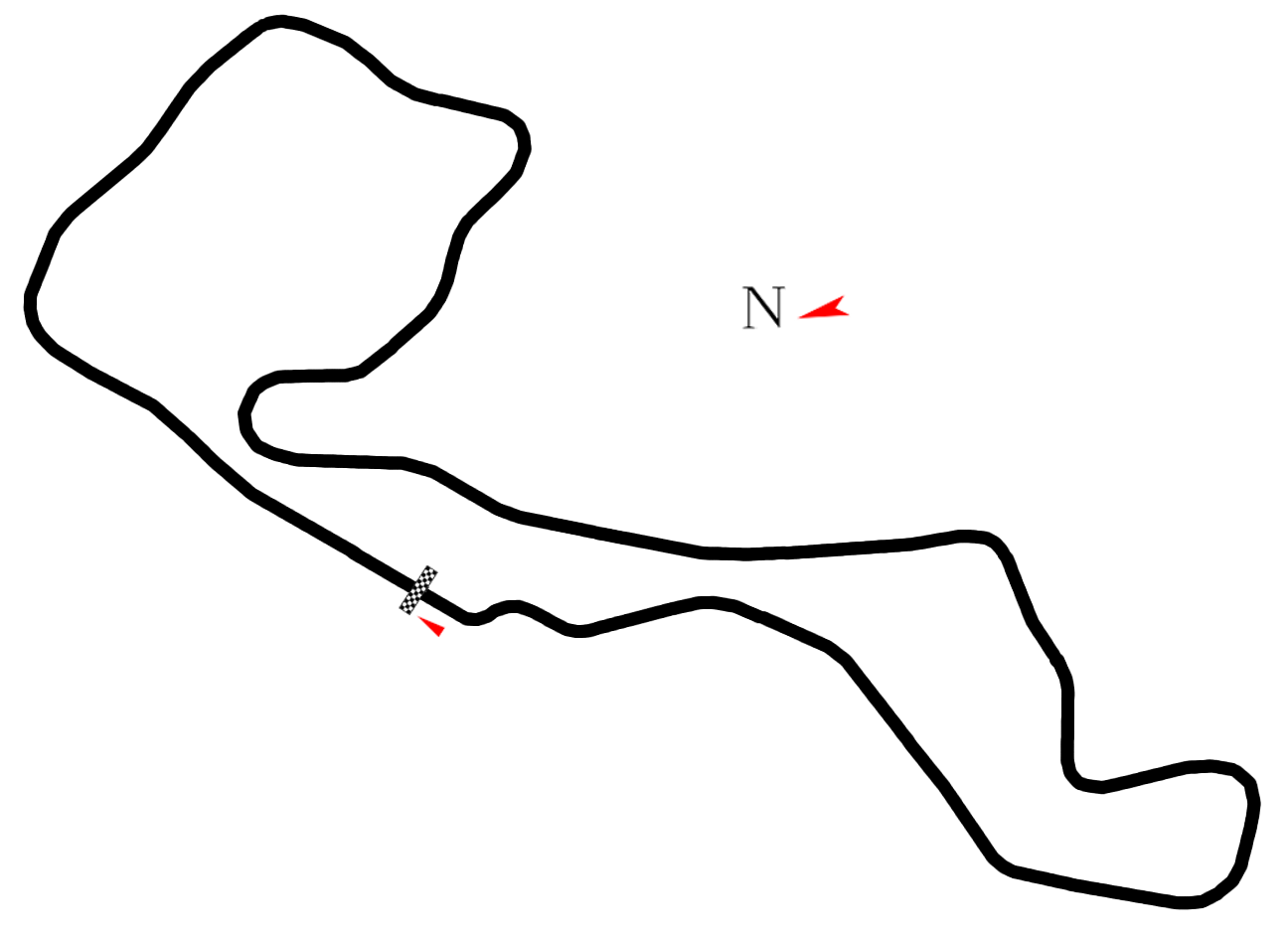
Circuit tussen 1984 en 2005

In 1955 werd het vernieuwde circuit met een lengte van 7705 meter in gebruik genomen. Dit resulteerde in een ongekend hoge aanmelding van deelnemers.
In 2005 en 2006 werd het tot inmiddels 6027 meter ingekorte circuit grondig gerenoveerd. De Noordlus van het circuit werd grotendeels verwijderd en daarmee de totale lengte met meer dan een kilometer ingekort. Het daardoor overgebleven terrein werd verkocht aan projectontwikkelaars die het gebied TT-World noemden. Hiermee ontstond aan de noordkant van het circuit een compacte structuur die vanaf de omliggende tribunes goed is te overzien. De bochten van het nieuwe gedeelte kregen de namen van oude bochten: Haarbocht, Madijk, Ossebroeken en Strubben. Het huidige circuit heeft een lengte van 4555 meter (4545 meter met de snelle Ruskenhoek) en een breedte van 10-14 meter. Het langste rechte eind is 970 meter. Door diverse MotoGP coureurs werden deze aanpassingen overigens als zeer onwenselijk bestempeld. Casey Stoner uitte kritiek. Jorge Lorenzo vond het oude circuit fijner, "maar op sommige plekken gevaarlijk".
In het merendeel van de vele bochten liep het wegdek af naar de binnenkant. Deze verkanting, tezamen met het zeer stroeve asfalt, maakte dat op het oude circuit hoge bochtensnelheden mogelijk waren. Hierdoor was het circuit van Assen een echt 'rijderscircuit' en de rijders met de meeste durf en ervaring waren hier duidelijk in het voordeel. Ook als het wegdek nat was bleef de grip hoog. De eerder genoemde kritiek van coureurs spitste zich vooral toe op het verdwijnen van deze verkanting in zowel de geheel verdwenen Noordlus als andere bochten zoals De Bult (sindsdien een verkanting van ca. 3% zoals de meeste bochten op het circuit). Onder andere Madijk en Ossebroeken in de oude Noordlus hadden ca. 8% aan verkanting. Alleen in de bocht Stekkenwal is nog sprake van deze extreme verkanting. Meeuwenmeer, Hoge Heide en Ramshoek hebben nog relatief veel verkanting (ca. 6%). De bochten Haarbocht, Ossebroeken en Strubben in de nieuwe noordlus zitten op ca. 4,5-5%.
Op 3 augustus 2007 werd het ronderecord verbroken door Jos Verstappen. Met een A1GP zette hij een tijd neer van 1 minuut 32,824 seconden.
Deze tijd bleef niet heel lang staan: 12 augustus 2007 was het Andreas Wirth met zijn 3 jaar oude Lola Champ Car, die het record bijstelde naar 1:28,276, ruim 4 seconden sneller dan Jos Verstappen.
Op 1 september 2007 werd deze tijd verbeterd door de Fransman Sébastien Bourdais. In zijn McDonald's Cosworth Champ Car kwalificeerde hij zich met 1'18.765 op pole position voor de eerste Champ Car World Series race in Nederland. De snelste ronde is op 12 augustus 2023 aangescherpt tot 1'15.861 door de Oostenrijkse BOSS GP rijder Ingo Gerstl. Ter vergelijking: het ronderecord voor de MotoGP staat op naam van de Spanjaard Marc Márquez. In 2015 reed hij op een Honda naar een tijd van 1'33.614 tijdens de race van de Dutch TT, een kleine 15 seconden langzamer dan Bourdais in zijn Champ Car. De snelste ronde ooit gemeten op een motorfiets op het huidige TT-circuit staat op naam van de Spaanse MotoGP coureur Maverick Vinales, hij reed op een Yamaha M1 tijdens de kwalificatie voor de Dutch TT van 2021 een tijd van 1'31.814. Het officiële baanrecord (gemeten tijdens een race) na de laatste aanpassing in 2010 staat sinds 2015 op naam van Marc Marquez met 1'33.617.
Vanwege de fusie tussen de Champ Car World Series en de Indy Racing League was de komst van de Champ Cars naar Assen een eenmalig avontuur: in 2008 waren er geen races in Europa van de nieuwe klasse, IRL IndyCars. Na een debuut in 2010 kwam in juni 2011 de Superleague Formula naar Assen voor de openingsrace van het seizoen, maar ook dit kampioenschap hield snel op te bestaan. In 2018 probeerde het circuit de Formule 1 binnen te halen, maar op 14 mei 2019 koos de organisatie daarvan voor Circuit Zandvoort.
Verder is in 2010 het circuit opnieuw aangepast. De bocht 'Ruskenhoek' is veranderd en is wat sneller geworden, maar kreeg ook een langzame variant met dezelfde naam. De lengte van het circuit is daardoor ook 10 meter ingekort. Het gewijzigde traject wordt vooralsnog alleen gebruikt tijdens internationale motorraces.

## Andere activiteiten
Door de hoge investeringskosten kan het TT-circuit niet meer overleven door motorraces alleen. Daarom vinden op het terrein ook andere activiteiten plaats. Zo is het Truckstar Festival al sinds 1980 een jaarlijks terugkerend evenement in het laatste weekend van juli. Tegenwoordig worden er naast motor- en autoraces ook concerten gehouden. In 2009 vond de proloog van de Ronde van Spanje (wielrennen) op het circuit plaats. In 2010 kwam daar de TT Run bij, een hardloopevenement voor profs, amateurs en bedrijven.
Van 28 september tot 7 oktober 2011 hield Defensie de grootscheepse oefening Falcon Autumn. Hierin speelde het circuit een centrale rol als fictieve luchthaven, die moest worden veroverd en dienstdeed als uitvalsbasis voor acties in de omgeving.
In 2015 werd op het circuit voor het eerst een wedstrijd van het Wereldkampioenschap motorcross gehouden.

## Winnaars op het circuit (motorcross)
|      | MXGP             | MXGP     | MX2              | MX2       |
| Jaar | Coureur          | Team     | Coureur          | Team      |
| ---- | ---------------- | -------- | ---------------- | --------- |
| 2015 | Shaun Simpson    | KTM      | Tim Gajser       | Honda     |
| 2016 | Clément Desalle  | Kawasaki | Jeffrey Herlings | KTM       |
| 2017 | Jeffrey Herlings | KTM      | Thomas Covington | Husqvarna |
| 2018 | Jeffrey Herlings | KTM      | Jorge Prado      | KTM       |

### Motorcross der Naties 2019
| Land                   | Rijders                                                 |
| ---------------------- | ------------------------------------------------------- |
| 1. Nederland           | Jeffrey Herlings / Calvin Vlaanderen / Glenn Coldenhoff |
| 2. België              | Jeremy Van Horebeek / Jago Geerts / Kevin Strijbos      |
| 3. Verenigd Koninkrijk | Nathan Watson / Adam Sterry / Shaun Simpson             |

## Baanlengte door de jaren heen
- 1925 - 28.400 m (via Rolde)
- 1926-1954 - 16.536 m (via Laaghalen)
- 1955-1983 - 7.705 m (eerste echte circuit)
- 1984-1989- 6.134 m (Witterhaar, Bedeldijk, Stroomdrift en De Vennen verdwenen)
- 1990-2001 - 6.049 m (door verbreding naar 10 meter)
- 2002-2004 - 6.027 m (door verbreding het rennerskwartier en verlegging van Mandeveen en Duikersloot)
- 2005 - 5.997 m (door het veranderen van De Bult en de Ruskenhoek)
- 2006-2009 - 4.555 m (door opheffing noordlus)
- Vanaf 2010 - 4.545 m (door wijziging Ruskenhoek, alleen voor motorsport)

## Uitbreiding en verbouw
Op 6 juli 2004 werd bekendgemaakt dat in samenwerking met een projectontwikkelaar plannen waren gemaakt voor een amusementspark op de plaats waar tot voor kort de noordlus lag. Het nieuwe centrum moest goed zijn voor 300.000 bezoekers per jaar en er was een investering mee gemoeid van 85 miljoen euro.

## Ongelukken
- In 1948 verongelukte de Fin Gosta Lönnfors. Het nieuws van zijn overlijden werd pas na afloop van de TT bekendgemaakt.[11]
- In 1962 overleed de Nederlander Johan Schuld na tijdens een trainingsrit te zijn gecrasht op het circuit.[12]
- In 1975 kreeg de Duitse coureur Rolf Thiele een dodelijk ongeluk op het circuit.[13]
- In 1983 raakte Franco Uncini op het circuit betrokken bij een ernstig ongeval. Na een valpartij probeerde hij weg te rennen maar werd daarbij vol op het hoofd geraakt door Wayne Gardner. Aanvankelijk lag hij in coma maar iets meer dan twee maanden later was hij voldoende hersteld om weer aan races deel te nemen. Zijn helm had de grootst impact van de botsing opgevangen.[14][15]
- In september 1995 overleed de Japanner Yasutomo Nagai na enkele dagen in coma te hebben gelegen nadat hij was gevallen over een oliespoor in de Strubben en zijn motor boven op hem belandde.
- In september 2004 overleed de Italiaan Alessio Perilli tijdens een race voor het EK Superstock 1000 nadat hij in de Ruskenhoek ten val was gekomen en werd aangereden door Ghisbert van Ginhoven.
- In augustus 2013 overleed de Duitser Sandor Pohl tijdens een race op het circuit nadat hij in het begin van de race uit zijn zijspan-bak vloog en werd aangereden door John Smits en bakkenist Gunter Verbrugge in hun Yamaha zijspan.